# Reina Mercedes
Reina Mercedes è una municipalità di quinta classe delle Filippine, situata nella Provincia di Isabela, nella Regione della Valle di Cagayan.
Reina Mercedes è formata da 20 baranggay:
- Banquero
- Binarsang
- Cutog Grande
- Cutog Pequeño
- Dangan
- District I (Pob.)
- District II (Pob.)
- Labinab Grande (Pob.)
- Labinab Pequeño (Pob.)
- Mallalatang Grande
- Mallalatang Tunggui
- Napaccu Grande
- Napaccu Pequeño
- Salucong
- Santiago
- Santor
- Sinippil
- Tallungan (Pob.)
- Turod
- Villador